# 2006년 월드 베이스볼 클래식
2006년 월드 베이스볼 클래식(2006 World Baseball Classic)은 2006년에 열린 전 세계의 프로 야구 리그 선수들이 참여하는 국가 대표팀 대회인 월드 베이스볼 클래식의 첫 대회이다. 이 대회는 원래 2005년에 개최할 예정에 있었으나, 대회 준비 문제로 1년을 늦춘 2006년에 개최하게 되었다. 3월 3일에서 3월 20일까지 일본 도쿄, 푸에르토리코 산후안, 미국의 레이크 부에나 비스타, 피닉스, 애너하임, 샌디에이고에서 개최되었다. 이번 대회에서는 16개 팀이 참여했으며 우승은 일본이 차지했다. 그리고 이어서 쿠바가 2위, 대한민국과 도미니카 공화국이 각각 3, 4위를 기록했다.

## 대회 형식
이번 첫 대회에서는 16개의 팀이 참여했으며, 리그전으로 치러졌다. 먼저 1라운드를 치르는데 한 조씩 각각 4개 팀이 속해 각각 한 팀씩 한 경기를 가진다. 그중 1라운드의 A조와 B조 1, 2위팀은 2라운드 1조에, C조와 D조 1, 2위 팀은 2라운드 2조에 속해 다시 경기를 치른다. 그리고 2라운드의 4개의 1, 2위팀은 승자전을 통해서 결승전에 돌입하는데, 2라운드 1조의 1, 2위 팀끼리, 2조의 1, 2위 팀끼리 경기를 가진다. 그리고 그 경기의 승자는 그 팀끼리 서로 경기를 가지며, 그 경기에서 승리한 팀이 이번 대회에서 우승을 차지한다. 이러한 대진 방식에 대해서는 정상적이지 못한 대진 방식이며 미국에 유리한 방식이라는 논란이 많았다.

## 조 편성
| A조      | B조               | C조          | D조             |
| -------- | ----------------- | ------------ | --------------- |
| 대한민국 | 남아프리카 공화국 | 네덜란드     | 도미니카 공화국 |
| 일본     | 멕시코            | 쿠바         | 베네수엘라      |
| 중국     | 미국              | 파나마       | 호주            |
| 대만     | 캐나다            | 푸에르토리코 | 이탈리아        |

## 경기장
| A조 – 도쿄                 | B조 – 피닉스                  | B조 – 스코츠데일    | C조/2조 – 산후안   |
| -------------------------- | ----------------------------- | ------------------- | ------------------ |
| 도쿄 돔                    | 체이스 필드                   | 스코츠데일 스타디움 | 히람 비손 스타디움 |
| 수용인원 : 42,000          | 수용인원 : 49,033             | 수용인원 : 8,500    | 수용인원 : 18,000  |
|                            |                               |                     |                    |
| D조 – 레이크 부에나 비스타 | 1조 – 애너하임                | 결승전 – 샌디에이고 |                    |
| 크래커 잭 스타디움         | 에인절 스타디움 오브 애너하임 | 펫코 파크           |                    |
| 수용인원 : 9,500           | 수용인원 : 45,050             | 수용인원 : 56,000   |                    |
|                            |                               |                     |                    |

## 1라운드

### A조
| 순위 | 팀       | 승 | 패 | HH | RA | IPD | RA/9 |
| ---- | -------- | -- | -- | -- | -- | --- | ---- |
| 1    | 대한민국 | 3  | 0  | −  | −  | −   | −    |
| 2    | 일본     | 2  | 1  | −  | −  | −   | −    |
| 3    | 대만     | 1  | 2  | −  | −  | −   | −    |
| 4    | 중국     | 0  | 3  | −  | −  | −   | −    |

| 일시    | 원정팀   | 스코어 | 홈팀     | 이닝 | 장소    | 개시 시각 | 관중 수  |
| ------- | -------- | ------ | -------- | ---- | ------- | --------- | -------- |
| 3월 3일 | 대한민국 | 2-0    | 대만     |      | 도쿄 돔 | 11:30     | 5,193명  |
| 3월 3일 | 일본     | 18-2   | 중국     | 8    | 도쿄 돔 | 18:30     | 15,869명 |
| 3월 4일 | 중국     | 1-10   | 대한민국 |      | 도쿄 돔 | 11:00     | 3,925명  |
| 3월 4일 | 일본     | 14-3   | 대만     | 7    | 도쿄 돔 | 18:00     | 31,047명 |
| 3월 5일 | 대만     | 12-3   | 중국     |      | 도쿄 돔 | 11:00     | 4,577명  |
| 3월 5일 | 대한민국 | 3-2    | 일본     |      | 도쿄 돔 | 18:00     | 40,353명 |

### B조
| 순위 | 팀                | 승 | 패 | HH  | RA | IPD  | RA/9 |
| ---- | ----------------- | -- | -- | --- | -- | ---- | ---- |
| 1    | 멕시코            | 2  | 1  | 1−1 | 3  | 17.0 | 1.59 |
| 2    | 미국              | 2  | 1  | 1−1 | 8  | 18.0 | 4.00 |
| 3    | 캐나다            | 2  | 1  | 1−1 | 15 | 18.0 | 7.50 |
| 4    | 남아프리카 공화국 | 0  | 3  | −   | −  | −    | −    |

| 일시     | 원정팀            | 스코어 | 홈팀              | 이닝 | 장소                | 개시 시각 | 관중 수  |
| -------- | ----------------- | ------ | ----------------- | ---- | ------------------- | --------- | -------- |
| 3월 7일  | 멕시코            | 0-2    | 미국              |      | 체이스 필드         | 14:00     | 32,727명 |
| 3월 7일  | 캐나다            | 11-8   | 남아프리카 공화국 |      | 스코츠데일 스타디움 | 19:00     | 5,829명  |
| 3월 8일  | 캐나다            | 8-6    | 미국              |      | 체이스 필드         | 14:00     | 16,993명 |
| 3월 8일  | 남아프리카 공화국 | 4-10   | 멕시코            |      | 스코츠데일 스타디움 | 19:00     | 7,937명  |
| 3월 9일  | 멕시코            | 9-1    | 캐나다            |      | 체이스 필드         | 18:00     | 15,744명 |
| 3월 10일 | 미국              | 17-0   | 남아프리카 공화국 | 5    | 스코츠데일 스타디움 | 13:00     | 11,975명 |

### C조
| 순위 | 팀           | 승 | 패 | HH | RA | IPD | RA/9 |
| ---- | ------------ | -- | -- | -- | -- | --- | ---- |
| 1    | 푸에르토리코 | 3  | 0  | −  | −  | −   | −    |
| 2    | 쿠바         | 2  | 1  | −  | −  | −   | −    |
| 3    | 네덜란드     | 1  | 2  | −  | −  | −   | −    |
| 4    | 파나마       | 0  | 3  | −  | −  | −   | −    |

| 일시     | 원정팀       | 스코어 | 홈팀         | 이닝 | 장소               | 개시 시각 | 관중 수 |
| -------- | ------------ | ------ | ------------ | ---- | ------------------ | --------- | ------- |
| 3월 7일  | 파나마       | 1-2    | 푸에르토리코 |      | 히람 비손 스타디움 | 20:00     | 19,043  |
| 3월 8일  | 쿠바         | 8-6    | 파나마       | 11   | 히람 비손 스타디움 | 14:00     | 6,129   |
| 3월 8일  | 푸에르토리코 | 8-3    | 네덜란드     |      | 히람 비손 스타디움 | 20:30     | 15,570  |
| 3월 9일  | 쿠바         | 11-2   | 네덜란드     |      | 히람 비손 스타디움 | 20:00     | 7,657   |
| 3월 10일 | 네덜란드     | 10-0   | 파나마       | 7    | 히람 비손 스타디움 | 14:00     | 6,337   |
| 3월 10일 | 푸에르토리코 | 12-2   | 쿠바         | 7    | 히람 비손 스타디움 | 20:30     | 19,736  |

### D조
| 순위 | 팀              | 승 | 패 | HH | RA | IPD | RA/9 |
| ---- | --------------- | -- | -- | -- | -- | --- | ---- |
| 1    | 도미니카 공화국 | 3  | 0  | −  | −  | −   | −    |
| 2    | 베네수엘라      | 2  | 1  | −  | −  | −   | −    |
| 3    | 이탈리아        | 1  | 2  | −  | −  | −   | −    |
| 4    | 호주            | 0  | 3  | −  | −  | −   | −    |

| 일시     | 원정팀          | 스코어 | 홈팀            | 이닝 | 장소               | 개시 시각 | 관중 수  |
| -------- | --------------- | ------ | --------------- | ---- | ------------------ | --------- | -------- |
| 3월 7일  | 도미니카 공화국 | 11-5   | 베네수엘라      |      | 크래커 잭 스타디움 | 13:00     | 10,645명 |
| 3월 7일  | 호주            | 0-10   | 이탈리아        | 7    | 크래커 잭 스타디움 | 20:00     | 8,099명  |
| 3월 8일  | 이탈리아        | 0-6    | 베네수엘라      |      | 크래커 잭 스타디움 | 19:00     | 10,101명 |
| 3월 9일  | 이탈리아        | 3-8    | 도미니카 공화국 |      | 크래커 잭 스타디움 | 13:00     | 9,949명  |
| 3월 9일  | 베네수엘라      | 2-0    | 호주            |      | 크래커 잭 스타디움 | 20:00     | 10,111명 |
| 3월 10일 | 호주            | 4-6    | 도미니카 공화국 |      | 크래커 잭 스타디움 | 19:00     | 11,083명 |

## 2라운드

### 1조
| 순위 | 팀       | 승 | 패 | HH  | RA | IPD  | RA/9 |
| ---- | -------- | -- | -- | --- | -- | ---- | ---- |
| 1    | 대한민국 | 3  | 0  | −   | −  | −    | −    |
| 2    | 일본     | 1  | 2  | 1−1 | 5  | 17.2 | 2.55 |
| 3    | 미국     | 1  | 2  | 1−1 | 5  | 17.0 | 2.65 |
| 4    | 멕시코   | 1  | 2  | 1−1 | 7  | 18.0 | 3.50 |

| 일시     | 원정팀   | 스코어 | 홈팀     | 이닝 | 장소                          | 개시 시각 | 관중 수  |
| -------- | -------- | ------ | -------- | ---- | ----------------------------- | --------- | -------- |
| 3월 12일 | 일본     | 3-4    | 미국     |      | 에인절 스타디움 오브 애너하임 | 13:00     | 32,896명 |
| 3월 12일 | 멕시코   | 1-2    | 대한민국 |      | 에인절 스타디움 오브 애너하임 | 20:00     | 42,979명 |
| 3월 13일 | 미국     | 3-7    | 대한민국 |      | 에인절 스타디움 오브 애너하임 | 19:00     | 21,288명 |
| 3월 14일 | 일본     | 6-1    | 멕시코   |      | 에인절 스타디움 오브 애너하임 | 16:00     | 16,591명 |
| 3월 15일 | 대한민국 | 2-1    | 일본     |      | 에인절 스타디움 오브 애너하임 | 19:00     | 39,679명 |
| 3월 16일 | 미국     | 1-2    | 멕시코   |      | 에인절 스타디움 오브 애너하임 | 16:30     | 38,284명 |

### 2조
| 순위 | 팀              | 승 | 패 | HH  | RA | IPD | RA/9 |
| ---- | --------------- | -- | -- | --- | -- | --- | ---- |
| 1    | 도미니카 공화국 | 2  | 1  | 1-0 | −  | −   | −    |
| 2    | 쿠바            | 2  | 1  | 0-1 | −  | −   | −    |
| 3    | 베네수엘라      | 1  | 2  | 1-0 | −  | −   | −    |
| 4    | 푸에르토리코    | 1  | 2  | 0-1 | −  | −   | −    |

| 일시     | 원정팀          | 스코어 | 홈팀            | 이닝 | 장소               | 개시 시각 | 관중 수  |
| -------- | --------------- | ------ | --------------- | ---- | ------------------ | --------- | -------- |
| 3월 12일 | 쿠바            | 7-2    | 베네수엘라      |      | 히람 비손 스타디움 | 14:00     | 13,697명 |
| 3월 12일 | 푸에르토리코    | 7-1    | 도미니카 공화국 |      | 히람 비손 스타디움 | 21:00     | 19,692명 |
| 3월 13일 | 도미니카 공화국 | 7-3    | 쿠바            |      | 히람 비손 스타디움 | 14:00     | 6,594명  |
| 3월 13일 | 베네수엘라      | 6-0    | 푸에르토리코    |      | 히람 비손 스타디움 | 20:00     | 19,400명 |
| 3월 14일 | 베네수엘라      | 1-2    | 도미니카 공화국 |      | 히람 비손 스타디움 | 20:00     | 13,007명 |
| 3월 15일 | 쿠바            | 4-3    | 푸에르토리코    |      | 히람 비손 스타디움 | 20:00     | 19,773명 |

## 준결승 및 결승
|  | 준결승          | 준결승          | 준결승 |      |      | 결승 | 결승 | 결승 |  |
|  |                 |                 |        |      |      |      |      |      |  |
|  | 쿠바            | 쿠바            | 3      |      |      |      |      |      |  |
|  | 쿠바            | 쿠바            | 3      |      |      |      |      |      |  |
|  | 도미니카 공화국 | 도미니카 공화국 | 1      |      |      |      |      |      |  |
|  | 도미니카 공화국 | 도미니카 공화국 | 1      |      | 일본 | 일본 | 10   |      |  |
|  |                 |                 |        |      | 일본 | 일본 | 10   |      |  |
|  |                 |                 | 쿠바   | 쿠바 | 6    |      |      |      |  |
|  | 일본            | 일본            | 쿠바   | 쿠바 | 6    | 6    |      |      |  |
|  | 일본            | 일본            |        |      |      |      |      |      |  |
|  | 대한민국        | 대한민국        | 0      |      |      |      |      |      |  |

### 준결승
| 일시     | 원정팀 | 스코어 | 홈팀            | 이닝 | 장소      | 개시 시각 | 관중 수  |
| -------- | ------ | ------ | --------------- | ---- | --------- | --------- | -------- |
| 3월 18일 | 쿠바   | 3-1    | 도미니카 공화국 |      | 펫코 파크 | 12:00     | 41,268명 |
| 3월 18일 | 일본   | 6-0    | 대한민국        |      | 펫코 파크 | 19:00     | 42,639명 |

### 결승
| 일시     | 원정팀 | 스코어 | 홈팀 | 이닝 | 장소      | 개시 시각 | 관중 수  |
| -------- | ------ | ------ | ---- | ---- | --------- | --------- | -------- |
| 3월 20일 | 일본   | 10-6   | 쿠바 |      | 펫코 파크 | 18:00     | 42,696명 |

## 최종 순위
| 순위             | 팀                | 승 | 패 | 연장                |
| ---------------- | ----------------- | -- | -- | ------------------- |
| 1                | 일본              | 5  | 3  | -                   |
| 결승에서 패배    |                   |    |    |                     |
| 2                | 쿠바              | 5  | 3  | -                   |
| 준결승에서 패배  |                   |    |    |                     |
| 3                | 대한민국          | 6  | 1  | -                   |
| 4                | 도미니카 공화국   | 5  | 2  | -                   |
| 2라운드에서 탈락 |                   |    |    |                     |
| 5                | 푸에르토리코      | 4  | 2  | -                   |
| 6                | 멕시코            | 3  | 3  | 2.72 RA/9           |
| 7                | 베네수엘라        | 3  | 3  | 3.40 RA/9           |
| 8                | 미국              | 3  | 3  | 3.75 RA/9           |
| 1라운드에서 탈락 |                   |    |    |                     |
| 9                | 캐나다            | 2  | 1  | -                   |
| 10               | 이탈리아          | 1  | 2  | 5.48 RA/9           |
| 11               | 네덜란드          | 1  | 2  | 6.84 RA/9, 6.48 ERA |
| 12               | 대만              | 1  | 2  | 6.84 RA/9, 6.84 ERA |
| 13               | 호주              | 0  | 3  | 6.85 RA/9           |
| 14               | 파나마            | 0  | 3  | 6.92 RA/9           |
| 15               | 중국              | 0  | 3  | 14.40 RA/9          |
| 16               | 남아프리카 공화국 | 0  | 3  | 15.55 RA/9          |

## 결과
| 2006년 WBC 우승팀 |
| ----------------- |
| 일본 1번째 우승   |

## 기록

### 팀별 타격 기록
- 다음 순위는 타율을 기준으로 하였습니다.[2]

| 팀                | 경기수 | 타수 | 득점 | 안타 | 2루타 | 3루타 | 홈런 | 타점 | 총루 | 볼넷 | 삼진 | 도루 | 도루 실패 | 출루율 | 장타율 | 타율 | OPS  |
| ----------------- | ------ | ---- | ---- | ---- | ----- | ----- | ---- | ---- | ---- | ---- | ---- | ---- | --------- | ------ | ------ | ---- | ---- |
| 일본              | 8      | 270  | 60   | 84   | 9     | 3     | 10   | 57   | 129  | 32   | 39   | 13   | 2         | .390   | .478   | .311 | .868 |
| 미국              | 6      | 197  | 33   | 57   | 7     | 2     | 9    | 32   | 95   | 19   | 26   | 1    | 1         | .359   | .482   | .289 | .841 |
| 푸에르토리코      | 6      | 203  | 32   | 58   | 9     | 0     | 8    | 31   | 91   | 24   | 34   | 7    | 3         | .365   | .448   | .286 | .813 |
| 쿠바              | 8      | 279  | 44   | 79   | 12    | 1     | 8    | 41   | 117  | 24   | 51   | 3    | 4         | .357   | .419   | .283 | .776 |
| 캐나다            | 3      | 104  | 20   | 29   | 10    | 4     | 2    | 17   | 53   | 23   | 24   | 2    | 2         | .419   | .510   | .279 | .928 |
| 네덜란드          | 3      | 102  | 15   | 27   | 3     | 0     | 0    | 11   | 30   | 11   | 22   | 0    | 0         | .342   | .294   | .265 | .636 |
| 중화 타이베이     | 3      | 102  | 15   | 27   | 9     | 0     | 1    | 11   | 39   | 7    | 21   | 3    | 1         | .342   | .382   | .265 | .724 |
| 도미니카 공화국   | 7      | 23   | 36   | 61   | 8     | 0     | 9    | 28   | 96   | 33   | 33   | 6    | 4         | .364   | .412   | .262 | .776 |
| 남아프리카 공화국 | 3      | 87   | 12   | 22   | 3     | 1     | 0    | 11   | 27   | 7    | 34   | 0    | 2         | .330   | .310   | .253 | .640 |
| 대한민국          | 7      | 218  | 26   | 53   | 13    | 1     | 6    | 26   | 86   | 16   | 51   | 2    | 0         | .305   | .394   | .243 | .699 |
| 멕시코            | 6      | 189  | 23   | 44   | 11    | 1     | 5    | 21   | 72   | 15   | 36   | 2    | 0         | .292   | .381   | .233 | .673 |
| 이탈리아          | 3      | 95   | 13   | 19   | 8     | 2     | 2    | 13   | 37   | 11   | 24   | 0    | 0         | .290   | .389   | .200 | .679 |
| 베네수엘라        | 6      | 188  | 22   | 35   | 6     | 0     | 7    | 20   | 62   | 35   | 40   | 2    | 1         | .323   | .330   | .186 | .653 |
| 중화인민공화국    | 3      | 92   | 6    | 17   | 4     | 0     | 2    | 5    | 27   | 9    | 33   | 0    | 2         | .286   | .293   | .185 | .579 |
| 파나마            | 3      | 91   | 7    | 15   | 3     | 0     | 1    | 7    | 21   | 10   | 16   | 0    | 1         | .276   | .231   | .165 | .507 |
| 오스트레일리아    | 3      | 80   | 4    | 9    | 2     | 0     | 0    | 3    | 11   | 7    | 32   | 3    | 2         | .191   | .138   | .113 | .329 |

### 타격 순위
(최소 2.7 타석까지 포함하였습니다.)
타율
- 캐나다 애덤 스턴 - .667
- 미국 켄 그리피 주니어 - .524
- 남아프리카 공화국 브렛 윌럼버그 - .500
- 쿠바 요안디 가를로보 - .480
- 캐나다 제이슨 베이 - .455
- 남아프리카 공화국 니콜라스 뎀시 - .455
- 네덜란드 시드니 데 용 - .455

안타
- 일본 마쓰나카 노부히코 - 13
- 쿠바 요안디 가를로보 - 12
- 일본 스즈키 이치로 - 12
- 미국 켄 그리피 주니어 - 11
- 일본 니시오카 쓰요시 - 11

득점
- 일본 마쓰나카 노부히코 - 11
- 쿠바 율리에스키 구리엘 - 8
- 대한민국 이승엽 - 8
- 일본 니시오카 쓰요시 - 7
- 일본 스즈키 이치로 - 7

2루타
- 대한민국 이종범 - 6
- 일본 마쓰나카 노부히코 - 4
- 쿠바 프레데리치 세페다 - 3
- 중화 타이베이 천융지 - 3
- 캐나다 저스틴 모노 - 3
- 도미니카 공화국 미겔 테하다 - 3

3루타
- 15명의 선수 - 1

홈런
- 대한민국 이승엽 - 5
- 도미니카 공화국 아드리안 벨트레 - 4
- 미국 켄 그리피 주니어 - 3
- 미국 데릭 리 - 3
- 도미니카 공화국 다비드 오르티스 - 3
- 일본 다무라 히토시 - 3

그랜드 슬램
- 미국 제이슨 배리텍 - 1

타점
- 미국 켄 그리피 주니어 - 10
- 대한민국 이승엽 - 10
- 도미니카 공화국 아드리안 벨트레 - 9
- 일본 다무라 히토시 - 9
- 멕시코 호르헤 칸투 - 8
- 쿠바 프레데리치 세페다 - 8
- 미국 데릭 리 - 8
- 일본 니시오카 쓰요시 - 8

출루
- 대한민국 이승엽 - 23
- 미국 켄 그리피 주니어 - 22
- 쿠바 프레데리치 세페다 - 19
- 일본 니시오카 쓰요시 - 19
- 도미니카 공화국 아드리안 벨트레 - 18

볼넷
- 도미니카 공화국 다비드 오르티스 - 8
- 도미니카 공화국 알베르트 푸홀스 - 7
- 베네수엘라 보비 아브레유 - 6
- 쿠바 프레데리치 세페다 - 6
- 일본 니시오카 쓰요시 - 6
- 일본 다무라 히토시 - 6

삼진
- 일본 다무라 히토시 - 9
- 쿠바 아리엘 프레스타노 - 8
- 중국 장위펑 - 8
- 베네수엘라 보비 아브레유 - 7
- 쿠바 프레데리치 세페다 - 7
- 대한민국 박진만 - 7
- 미국 알렉스 로드리게스 - 7

도루
- 일본 니시오카 쓰요시 - 5
- 일본 스즈키 이치로 - 4
- 오스트레일리아 트렌트 더링턴 - 3
- 쿠바 에두아르도 파레트 - 3
- 그 외 8명의 선수 - 2

출루율
- 캐나다 애덤 스턴 - .727
- 미국 켄 그리피 주니어 - .583
- 캐나다 제이슨 베이, - .571
- 중국 펑이 - .556
- 쿠바 요안디 가를로보 - .536

장타율
- 캐나다 애덤 스턴 - 1.333
- 미국 켄 그리피 주니어 - 1.048
- 대한민국 이승엽 - .958
- 도미니카 공화국 아드리안 벨트레 - .900
- 중화 타이베이 천융지 - .786

OPS
- 캐나다 애덤 스턴 - 2.061
- 미국 켄 그리피 주니어 - 1.631
- 대한민국 이승엽 - 1.372
- 도미니카 공화국 아드리안 벨트레 - 1.291
- 미국 치퍼 존스 - 1.241

### 팀별 투구 기록
- 다음 순위는 평균자책점을 기준으로 하였습니다.[4]

| 팀                | 승리 | 패전 | 평균자책점 | 경기수 | 완투승 | 완봉승 | 세이브 | 이닝 | 피안타 | 실점 | 자책점 | 피홈런 | 사구 | 볼넷 | 탈삼진 | WHIP | 홀드 | 경기 종료 투수 |
| ----------------- | ---- | ---- | ---------- | ------ | ------ | ------ | ------ | ---- | ------ | ---- | ------ | ------ | ---- | ---- | ------ | ---- | ---- | -------------- |
| 대한민국          | 6    | 1    | 2.00       | 7      | 0      | 1      | 4      | 63.0 | 45     | 14   | 14     | 7      | 4    | 18   | 50     | 1.00 | 8    | 7              |
| 푸에르토리코      | 4    | 2    | 2.08       | 6      | 0      | 0      | 1      | 52.0 | 33     | 17   | 12     | 3      | 5    | 22   | 28     | 1.06 | 5    | 6              |
| 일본              | 5    | 3    | 2.49       | 8      | 0      | 1      | 2      | 68.2 | 52     | 21   | 19     | 7      | 8    | 11   | 62     | 0.92 | 3    | 8              |
| 도미니카 공화국   | 5    | 2    | 2.57       | 7      | 0      | 0      | 3      | 63.0 | 56     | 26   | 18     | 3      | 4    | 23   | 53     | 1.25 | 6    | 7              |
| 멕시코            | 3    | 3    | 2.77       | 6      | 0      | 0      | 1      | 52.0 | 41     | 16   | 16     | 4      | 3    | 17   | 37     | 1.12 | 4    | 6              |
| 베네수엘라        | 3    | 3    | 3.06       | 6      | 0      | 3      | 1      | 53.0 | 39     | 20   | 18     | 6      | 0    | 20   | 55     | 1.11 | 7    | 6              |
| 미국              | 3    | 3    | 3.75       | 6      | 0      | 2      | 1      | 48.0 | 43     | 20   | 20     | 4      | 3    | 17   | 48     | 1.25 | 4    | 6              |
| 쿠바              | 5    | 3    | 4.13       | 8      | 0      | 0      | 4      | 72.0 | 66     | 43   | 33     | 7      | 6    | 41   | 51     | 1.49 | 2    | 8              |
| 이탈리아          | 1    | 2    | 4.30       | 3      | 0      | 1      | 0      | 23.0 | 21     | 14   | 11     | 4      | 2    | 8    | 16     | 1.26 | 0    | 3              |
| 파나마            | 0    | 3    | 5.19       | 3      | 0      | 0      | 0      | 26.0 | 33     | 20   | 15     | 2      | 5    | 13   | 17     | 1.77 | 0    | 3              |
| 네덜란드          | 1    | 2    | 6.48       | 3      | 1      | 1      | 0      | 25.0 | 30     | 19   | 18     | 5      | 3    | 8    | 14     | 1.52 | 0    | 2              |
| 중화 타이베이     | 1    | 2    | 6.84       | 3      | 0      | 0      | 0      | 25.0 | 31     | 19   | 19     | 1      | 2    | 14   | 22     | 1.80 | 0    | 3              |
| 오스트레일리아    | 0    | 3    | 6.85       | 3      | 0      | 0      | 0      | 23.2 | 24     | 18   | 18     | 3      | 2    | 26   | 16     | 2.11 | 0    | 3              |
| 캐나다            | 2    | 1    | 7.33       | 3      | 0      | 0      | 2      | 27.0 | 32     | 23   | 22     | 3      | 3    | 13   | 18     | 1.67 | 2    | 3              |
| 중화인민공화국    | 0    | 3    | 9.72       | 3      | 0      | 0      | 0      | 25.0 | 48     | 40   | 27     | 6      | 4    | 10   | 16     | 2.32 | 0    | 3              |
| 남아프리카 공화국 | 0    | 3    | 13.50      | 3      | 0      | 0      | 0      | 22.0 | 42     | 38   | 33     | 5      | 2    | 22   | 13     | 2.91 | 0    | 3              |

### 투구 순위
(최소 0.8 이닝 투구까지 포함하였습니다.)
승
- 일본 마쓰자카 다이스케 - 3
- 도미니카 공화국 오달리스 페레스 - 2
- 쿠바 오르마리 로메로 - 2
- 대한민국 서재응 - 2
- 대한민국 손민한 - 2
- 일본 우에하라 고지 - 2

패
- 멕시코 로드리고 로페스 - 2
- 베네수엘라 요한 산타나 - 2
- 미국 돈트렐 윌리스 - 2
- 그 외 31명의 선수 - 1

세이브
- 대한민국 박찬호 - 3
- 쿠바 야델 마르티 - 2
- 그 외 14명의 선수 1

이닝
- 일본 우에하라 고지 - 17
- 대한민국 서재응 - 14
- 도미니카 공화국 바톨로 콜론 - 14
- 일본 와타나베 슌스케 - 13.2
- 일본 마쓰자카 다이스케 - 13

피안타
- 일본 우에하라 고지 - 17
- 도미니카 공화국 바르톨로 콜론 - 13
- 쿠바 페드로 라소 - 12
- 멕시코 에스테반 로아이사 - 10
- 남아프리카 공화국 칼 마이클스 - 10
- 미국 돈트렐 윌리스 - 10

피득점
- 남아프리카 공화국 칼 마이클스 - 10
- 남아프리카 공화국 배리 아미테이지 - 9
- 쿠바 아디엘 팔마 - 8
- 미국 돈트렐 윌리스 - 8
- 중국 부타오 - 7
- 쿠바 비셔핸드리 오델린 - 7

자책점
- 남아프리카 공화국 칼 마이클스 - 10
- 미국 돈트렐 윌리스 - 8
- 남아프리카 공화국 배리 아미테이지 - 7
- 캐나다 제프 프랜시스 - 6
- 네덜란드 칼빈 마두로 - 6
- 쿠바 비셔핸드리 오델린 - 6

평균자책점 (괄호는 이닝)
- 쿠바 야델 마르티 - 0.00 (12.2)
- 대한민국 박찬호 - 0.00 (10.0)
- 베네수엘라 켈빔 에스코바르 - 0.00 (7.2)
- 네덜란드 샤이론 마르티스 - 0.00 (7.0)
- 베네수엘라 카를로스 실바 - 0.00 (5.2)
- 이탈리아 제이슨 그릴리 - 0.00 (4.2)
- 캐나다 에릭 베다드 - 0.00 (4.0)
- 중화민국 판웨이룬 - 0.00 (4.0)
- 캐나다 애덤 로웬 - 0.00 (3.2)
- 중화 타이베이 컹포쉬안 - 0.00 (3.0)

피볼넷
- 미국 돈트렐 윌리스 - 6
- 베네수엘라 켈빔 에스코바르 - 5
- 쿠바 샤이론 마르티스 - 5
- 멕시코 에스테반 로아이사 - 5
- 오스트레일리아 피터 모일란 - 5
- 쿠바 아디엘 팔마 - 5
- 베네수엘라 카를로스 삼브라노 - 5

탈삼진
- 일본 우에하라 고지 - 16
- 베네수엘라 프레디 가르시아 - 11
- 쿠바 야델 마르티 - 11
- 미국 로저 클레멘스 - 10
- 일본 마쓰자카 다이스케 - 10
- 베네수엘라 요한 산타나 - 10

WHIP
- 네덜란드 샤이론 마르티스 - 0.14
- 이탈리아 제이슨 그릴리 - 0.20
- 푸에르토리코 호세 산티아고 - 0.63
- 중화 타이베이 컹포쉬안 - 0.67
- 중국 리천하오 - 0.67

노히트 노런
- 네덜란드 샤이론 마르티스 - 1

## 올 WBC 팀
| 포지션   | 선수                            |
| -------- | ------------------------------- |
| MVP      | 일본 마쓰자카 다이스케          |
| 포수     | 일본 사토자키 도모야            |
| 1루수    | 대한민국 이승엽                 |
| 2루수    | 쿠바 율리에스키 구리엘          |
| 유격수   | 미국 데릭 지터                  |
| 3루수    | 도미니카 공화국 아드리안 벨트레 |
| 외야수   | 미국 켄 그리피 주니어           |
| 외야수   | 대한민국 이종범                 |
| 외야수   | 일본 스즈키 이치로              |
| 지명타자 | 쿠바 요안디 가를로보            |
| 투수     | 쿠바 야델 마르티                |
| 투수     | 일본 마쓰자카 다이스케          |
| 투수     | 대한민국 박찬호                 |

## 논란

### 스즈키 이치로 선수 발언
1라운드가 시작되기 전, 일본의 스즈키 이치로 선수는 '대전 상대가 향후 30년은 일본을 이기는 힘들겠구나라는 생각이 들만한 내용으로 이기고 싶다.'(戦った相手が『向こう３０年は日本に手は出せないな』という感じで勝ちたいと思う。)라는 발언을 하였다. 이를 대한민국의 언론에서는 대전 상대를 대한민국으로 해석한데다, 발언내용도 '현재의 대한민국의 야구가 앞으로 30년을 해도 일본에게 이길 수 없는 수준'이라는 내용으로 해석하여 대한민국 내에서 반이치로 감정이 고조되었다.

### 토너먼트 규칙
조별 리그 후 일반적인 순위별 교차 토너먼트를 하는 것이 아니라, 같은 조의 팀들이 재대결하도록 한 것이 논란이 되었다. 이에 미국이 강팀과의 대전을 피하기 위해 이번 대회의 대진표를 일반적이지 않은 재대결 방식으로 결정했다는 비난을 받았다.

### 쿠바의 참가 여부
미국 재무부의 해외 자산 관리 사무소는 쿠바 대표팀의 미국 입국을 거부했다. 이는 미국 정부가 쿠바에 대한 금수 조치를 취하고 있기 때문에 쿠바가 배당금이 걸린 WBC에 참가하는 것은 금수 조치에 위배되기 때문이었다. 이 때문에 쿠바의 WBC 출전이 어려웠으나 메이저 리그 베이스볼 사무국과 선수 노조는 쿠바가 배당금을 받지 않는 조건으로 미국 입국을 허용했다. 쿠바의 피델 카스트로 국가평의회 의장도 WBC 배당금을 미국의 허리케인 피해자에 전액 기부하겠다는 의사를 표명했다. 쿠바의 WBC 참가를 향한 적극적인 움직임에 따라 미국 재무부도 쿠바 대표팀의 미국 입국을 허용했다.

### 약물 검사
세계반도핑기구는 IBAF의 약물 검사 프로그램을 비난하고 그 사건에 대한 제재를 철회하라고 위협했다. 그리고 대한민국의 투수인 박명환은 약물 검사에서 양성 반응을 보여 WBC에서 퇴출당했다.

### 심판의 오심
미국의 심판인 밥 데이비드슨은 대회 2라운드에서 미국 - 일본전서 일본의 1사 만루 상황에서 좌익수 희생플라이로 3루 주자가 리터치로 홈에 들어왔으나 좌익수의 포구보다 먼저 스타트를 끊었다는 미국 감독의 어필이 받아들여져 아웃이 선언되었으며, 미국 - 멕시코전에서는 홈런을 펜스를 맞고 펜스를 넘겼다며 2루타를 선언, 미국 야구 국가대표팀에게 유리한 판정을 내려 오심 논란을 불어 일으켰다.

## 수입금 배급
월드 베이스볼 클래식의 총 수입금은 단기 순이익 (53%)과 상금 (47%)으로 나뉜다.

### 당기 순이익 (53%)
- 월드 베이스볼 클래식 주식회사: 17.5%
- 야구선수협회: 17.5%
- 일본 야구 기구: 7%
- 한국야구위원회: 5%
- 국제야구연맹: 5%
- 기타 지출: 1%

### 상금 (47%)
- 일본 (우승 팀): 10%
- 쿠바 (준우승 팀): 7%
- 대한민국, 도미니카 공화국 (3, 4위 팀): 각각 5%
- 준결승전에 참가하지 못한 4팀: 각각 3%
- 2라운드에서 탈락한 8팀: 각각 1%

## 같이 보기
- 올림픽 야구
- 야구 월드컵

## 참고 문헌
- 메이저 리그 야구 공식 홈페이지
- 미국 야후! 보관됨 2019-08-21 - 웨이백 머신
- 월드 베이스볼 클래식 비공식 사이트